# NGC 5079
NGC 5079 (другие обозначения — MCG −2-34-30, IRAS13169-1226, PGC 46473) — спиральная галактика с баром в созвездии Дева.
Галактика входит в группу Holm 514 вместе с NGC 5077, NGC 5076 и Holm 514D. В ней содержится как минимум ∼109 M⊙ нейтрального водорода H I. Как минимум дважды происходила аккреция галактики NGC 5077, источниками газа для которой могли служить галактики Holm 514D и NGC 5079. Об этом свидетельствует выброс вещества, зафиксированный от NGC 5079 в сторону NGC 5077.
Этот объект входит в число перечисленных в оригинальной редакции «Нового общего каталога».